# Lécluse
Lécluse település Franciaországban, Nord megyében. Lakosainak száma 1355 fő (2022. január 1.). Lécluse Tortequesne, Récourt, Hamel, Dury, Écourt-Saint-Quentin és Étaing községekkel határos.

## Népesség
A település népességének változása:
| Lakosok száma | 1363 | 1367 | 1385 | 1372 | 1375 | 1372 | 1366 | 1361 | 1355 |
|               | 2013 | 2015 | 2016 | 2017 | 2018 | 2019 | 2020 | 2021 | 2022 |